# Honda NSR125
A Honda NSR125 egy 125 cm³-es sportmotor volt, amelyet 1988 és 2001 között gyártott a Honda. Kétütemű, egyhengeres motorral szerelték, amely 11 000 ford/perc maximális fordulatszámmal rendelkezett. Az NSR125 név az NSR500 GP versenymodellből származik.

## Története és fejlődése
Az NSR125-nek két modellje volt: az 1988 és 1993 között gyártott JC20 és az 1994 és 2001 között gyártott JC22 Macskaszemű. Ezek a fényszórók alapján könnyen megkülönböztethetők. A JC20-nak kettős kerek, míg a JC22-nek macskaszemre emlékeztető fényszórója volt, amelyből a beceneve is származik.
Az NS125 (az NSR előd modellje) sikerét követően az NSR125 JC20-t a Honda Italia Industriale S.p.A. tervezte és szerelte össze Rómában, Olaszországban. A Grimeca szerződést kötött az alumínium öntöttváz (kétrészes, öntött, csavaros szerkezet), kerekek és fékszerelvények gyártására. A motort a Girardoni gyártotta, a Dell'Orto a karburátort szállította. A Marzochi villákat és felfüggesztést szállított, míg a Pagani készüléket és világítást biztosított. A Grimeca hátsó kerék 18 hüvelyk átmérőjű volt, míg az első 17 hüvelykes és Pirelli MT–45 gumiabroncsokkal.

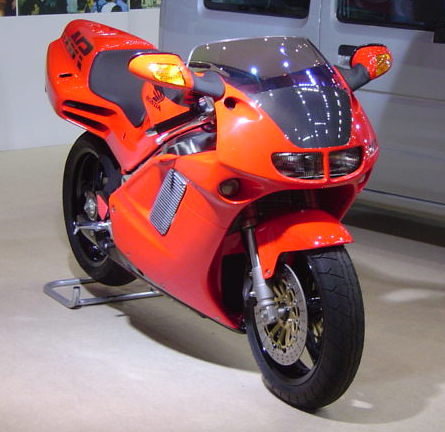
NR 750 (az említett hasonlóságok)

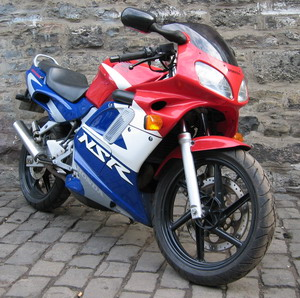
NSR R

Az NSR125 JC22 többnyire japán gyártmányú, Japánban gyártott motoralkatrészeivel és egyéb kulcsfontosságú elemeivel, majd Olaszországban összeszerelték, és elsősorban az európai piacra szállították. A tervezési változások során a JC22 acél üzemanyagtartályt és vizuális díszítőelemet kapott az NR750-hez hasonlóan. Nagyon sok hasonlóság van a formavilágában amit az NR750-től kapott például az oldalsó hűtő rácsok és a hátsó lámpa ami az NR750 kipufogójára emlékeztet.
Tévedés az, hogy a Honda a modell gyártását 2003-ig folytatta: 2001-ben beszüntették a termelést, de 2003. májusig maradt értékesíthető készlet.
Mindkét szériának két kivitele volt: az R a teljes mértékben idomokkal szerelt (lásd a képet) és az F,(Raiden) amely csupasz, ún. naked változat.
Az NSR-ek színezése eltérő ami alapján belehet határolni a gyártási évüket. Mondhatni évente változtatták az NSR-ek megjelenését hiszen ha belegondolunk egy 94-es formaterv és a színezéssel alakították az aktuális divathoz. 

## Fordítás
Ez a szócikk részben vagy egészben  a   Honda NSR125 című angol Wikipédia-szócikk ezen változatának fordításán alapul.  Az eredeti cikk szerkesztőit annak laptörténete sorolja fel. Ez a jelzés csupán a megfogalmazás eredetét és a szerzői jogokat jelzi, nem szolgál a cikkben szereplő információk forrásmegjelöléseként.